# 哈雷巧克力工廠
哈雷巧克力工廠（德語：Halloren Schokoladenfabrik）是德國歷史最悠久的一家巧克力工廠。

## 历史
哈雷巧克力工廠第一次被提及是在1804年。該工廠最有名的產品是一款名為Halloren-Kugeln的巧克力。工廠還設有一家哈雷巧克力博物館。

## 外部連結
- Official site of the firm in English（页面存档备份，存于）
- Halloren Schokoladenmuseum - in German